# Équipe de France masculine de cyclisme sur route

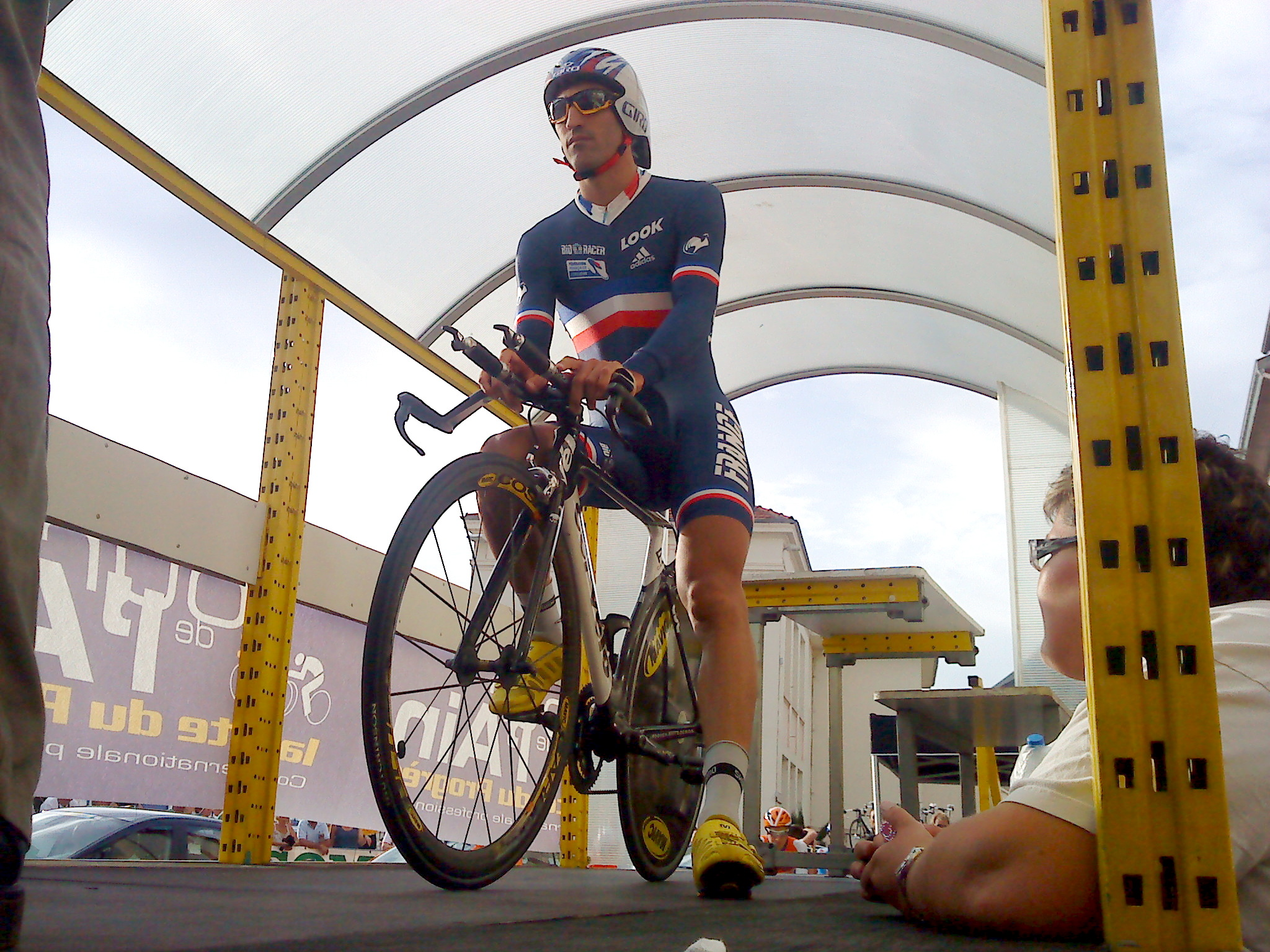
La tenue de l'Équipe de France de 2010 à 2022.

Pour les articles homonymes, voir Équipe de France de cyclisme sur route et Équipe de France.
L'équipe de France de cyclisme sur route est la sélection de cyclistes français réunis lors de compétitions internationales (les championnats d'Europe, du monde et les Jeux olympiques notamment) sous l'égide de la Fédération française de cyclisme.

## Palmarès

### Jeux olympiques

#### Course en ligne
L'épreuve de course en ligne est introduite aux Jeux olympiques en 1896 puis de nouveau depuis 1912.
| Médaille d'or                                                                                       | Médaille d'argent                                                    | Médaille de bronze                              |
| --------------------------------------------------------------------------------------------------- | -------------------------------------------------------------------- | ----------------------------------------------- |
| - 1906 : Fernand Vast - 1924 : Armand Blanchonnet - 1936 : Robert Charpentier - 1948 : José Beyaert | - 1936 : Guy Lapébie - 1956 : Arnaud Geyre - 2024 : Valentin Madouas | - 1924 : René Hamel - 2024 : Christophe Laporte |

#### Contre-la-montre individuel
L'épreuve de contre-la-montre individuel masculin est organisée aux Jeux olympiques depuis 1996. L'équipe de France n'a jamais remporté de médaille dans cette épreuve.

#### Course par équipes
L'épreuve de course en ligne par équipes est organisée aux Jeux olympiques de 1912 à 1956.
| Médaille d'or | Médaille d'argent | Médaille de bronze                                                                                       |
| --- | ----------------- | --- |
| - 1920 : Achille Souchard Fernand Canteloube Georges Detreille Marcel Gobillot - 1924 : Armand Blanchonnet René Hamel Georges Wambst - 1936 : Robert Charpentier Robert Dorgebray Guy Lapébie - 1956 : Arnaud Geyre Maurice Moucheraud Michel Vermeulin |                   | - 1948 : José Beyaert Jacques Dupont Alain Moineau - 1952 : Jacques Anquetil Claude Rouer Alfred Tonello |

#### Contre-la-montre par équipes
L'épreuve de contre-la-montre par équipes est organisée aux Jeux olympiques de 1960 à 1992.
- Médaille de bronze en 1992 avec Jean-Louis Harel, Hervé Boussard, Didier Faivre-Pierret et Philippe Gaumont

### Championnats du monde de cyclisme sur route

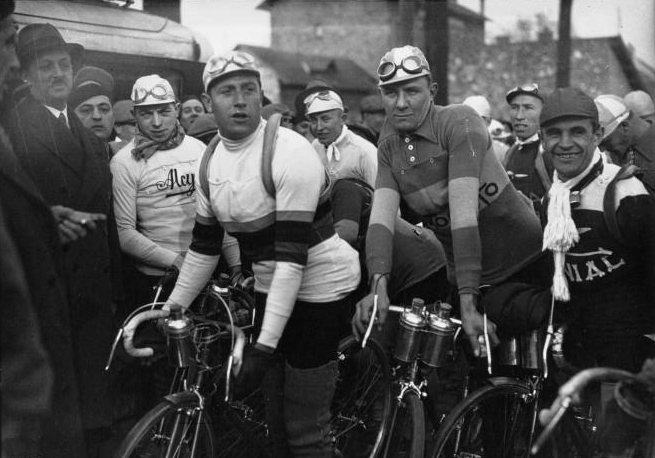
Georges Speicher (deuxième coureur en partant de la gauche), vêtu du maillot arc-en-ciel de champion du monde, au départ du Paris-Nice 1934.

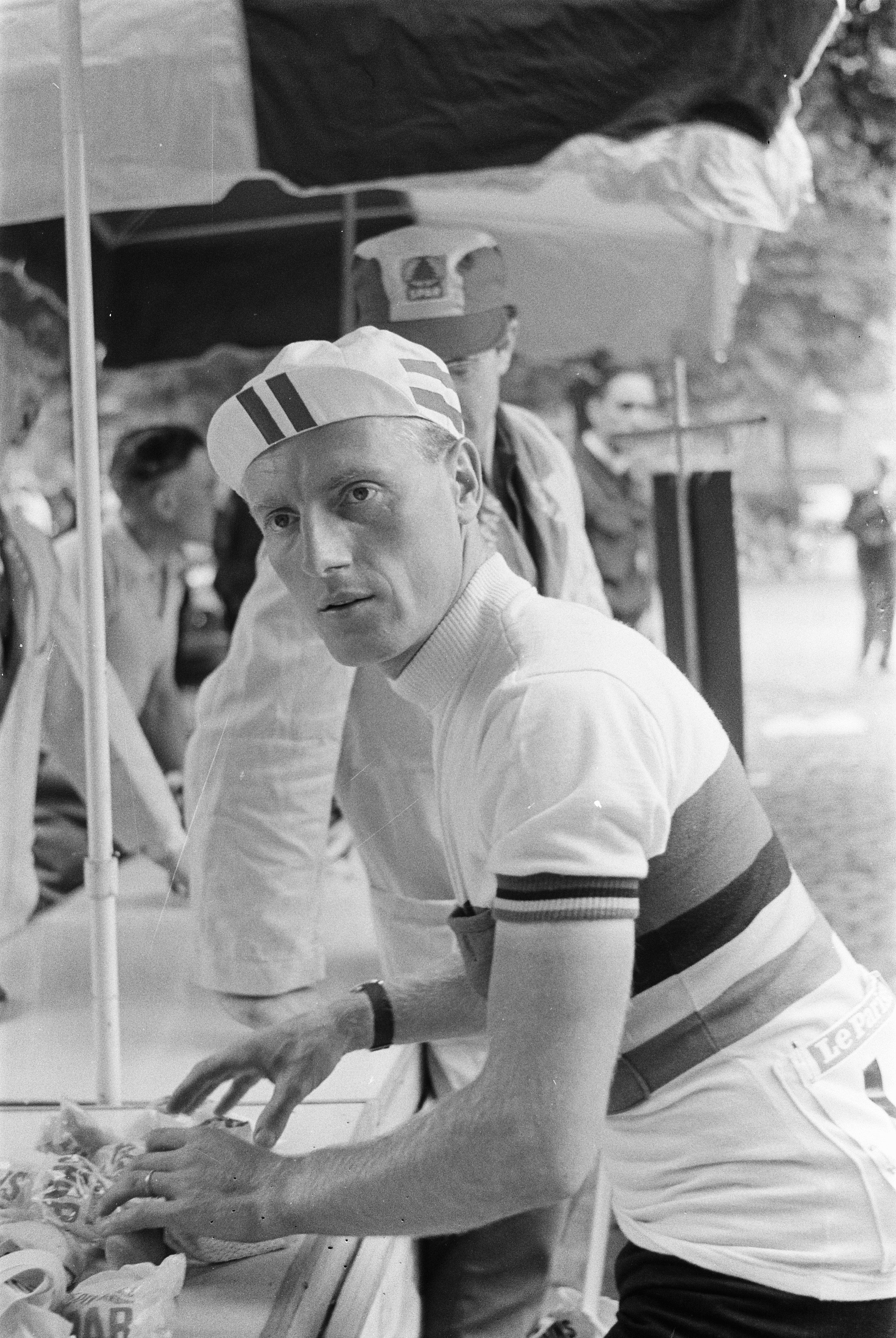
André Darrigade, vêtu du maillot arc-en-ciel de champion du monde, sur le Tour de France 1960.

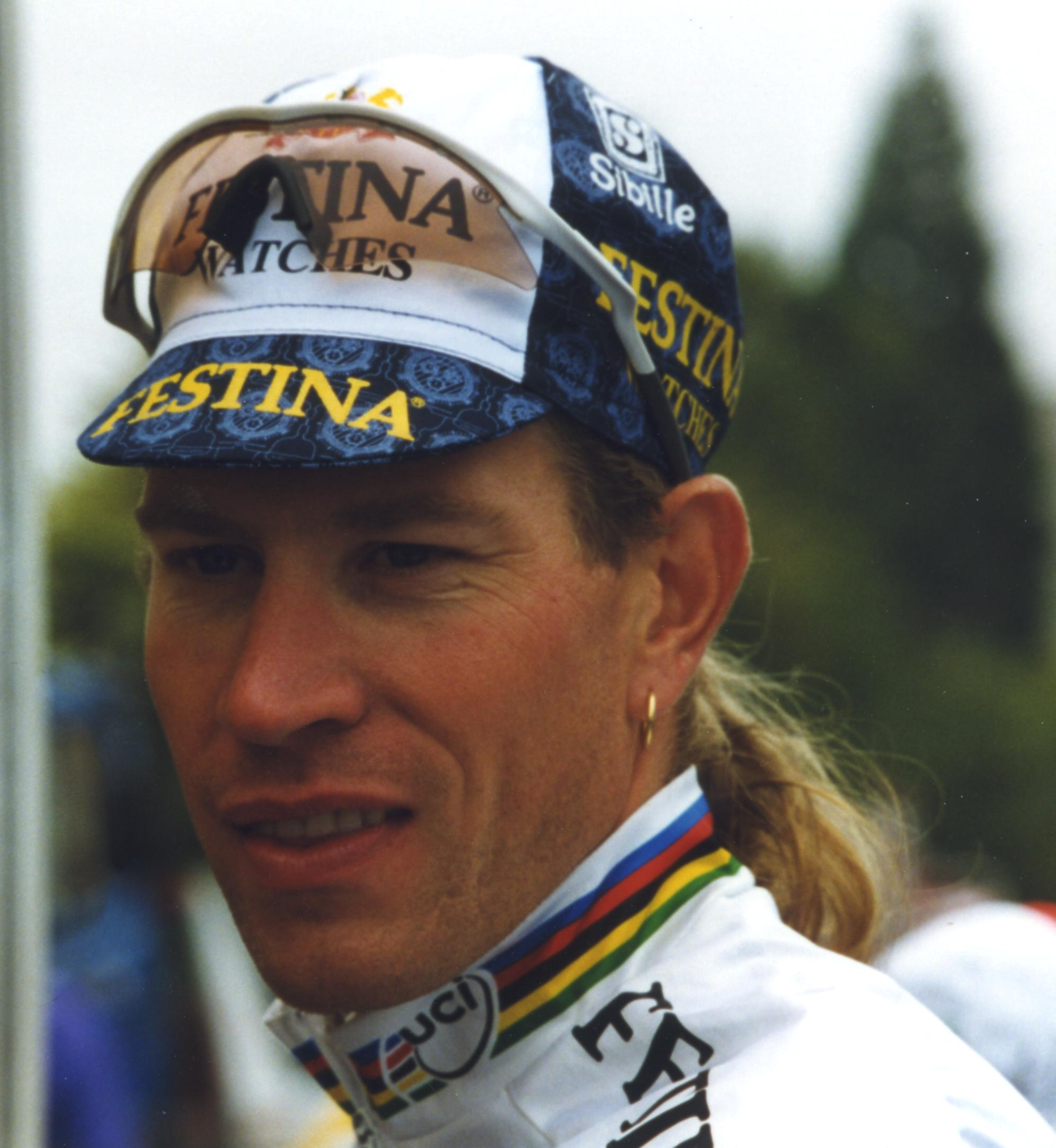
Laurent Brochard, vêtu du maillot de champion du monde au Paris-Tours 1998.

Julian Alaphilippe, champion du monde en 2020.

#### Course en ligne
Le championnat du monde de course en ligne masculine est organisé depuis 1927, avec pour seule interruption, de 1939 à 1945, durant la Seconde Guerre mondiale.
| Médaille d'or | Médaille d'argent | Médaille de bronze |
| --- | --- | --- |
| - 1933 : Georges Speicher - 1936 : Antonin Magne - 1954 : Louison Bobet - 1959 : André Darrigade - 1962 : Jean Stablinski - 1980 : Bernard Hinault - 1994 : Luc Leblanc - 1997 : Laurent Brochard - 2020 : Julian Alaphilippe - 2021 : Julian Alaphilippe | - 1931 : Ferdinand Le Drogo - 1933 : Antonin Magne - 1948 : Apo Lazaridès - 1957 : Louison Bobet - 1958 : Louison Bobet - 1960 : André Darrigade - 1966 : Jacques Anquetil - 1974 : Raymond Poulidor - 1986 : Charly Mottet - 1988 : Martial Gayant - 1992 : Laurent Jalabert - 2018 : Romain Bardet - 2022 : Christophe Laporte | - 1948 : Lucien Teisseire - 1957 : André Darrigade - 1958 : André Darrigade - 1961 : Raymond Poulidor - 1964 : Raymond Poulidor - 1966 : Raymond Poulidor - 1971 : Cyrille Guimard - 1972 : Cyrille Guimard - 1974 : Mariano Martinez - 1975 : Jean-Pierre Danguillaume - 1979 : Jean-René Bernaudeau - 1981 : Bernard Hinault - 1994 : Richard Virenque - 1999 : Jean-Cyril Robin - 2005 : Anthony Geslin |

#### Contre-la-montre individuel
Le championnat du monde de contre-la-montre individuel masculin est organisé depuis 1994.
| Médaille d'or             | Médaille d'argent | Médaille de bronze     |
| ------------------------- | ----------------- | ---------------------- |
| - 1997 : Laurent Jalabert |                   | - 2015 : Jérôme Coppel |

#### Contre-la-montre par équipes nationales
Le championnat du monde de contre-la-montre par équipes nationales est organisé à partir de 1962. À partir de 1972, il n'est plus organisé les années olympiques. Sa dernière édition par équipes nationales a lieu en 1994, année de la création du championnat du monde du contre-la-montre individuel.
| Médaille d'or                                                        | Médaille d'argent                                                           | Médaille de bronze                                                          |
| -------------------------------------------------------------------- | --------------------------------------------------------------------------- | --------------------------------------------------------------------------- |
| - 1963 : Michel Béchet Dominique Motte Marcel Bidault Georges Chappe | - 1994 : Jean-François Anti Dominique Bozzi Pascal Deramé Christophe Moreau | - 1965 : André Desvages Gérard Swertvaeger Henri Heintz Claude Lechatellier |

#### Contre-la-montre par équipes de relais mixte
Le championnat du monde de contre-la-montre par équipes de relais mixte est organisé à partir de 2019. Le temps des trois coureurs est additionné au temps des trois coureuses de l'équipe féminine.
| Médaille d'or | Médaille d'argent                                                                                                  | Médaille de bronze |
| ------------- | --- | ------------------ |
|               | - 2023 : ♂ Bruno Armirail ♂ Rémi Cavagna ♂ Bryan Coquard ♀ Audrey Cordon-Ragot ♀ Cédrine Kerbaol ♀ Juliette Labous |                    |

### Championnats d'Europe de cyclisme sur route

#### Course en ligne
Le championnat d'Europe de course en ligne masculin est organisé depuis 2016.
| Médaille d'or               | Médaille d'argent                                                         | Médaille de bronze        |
| --------------------------- | ------------------------------------------------------------------------- | ------------------------- |
| - 2023 : Christophe Laporte | - 2016 : Julian Alaphilippe - 2020 : Arnaud Démare - 2022 : Arnaud Démare | - 2021 : Benoît Cosnefroy |

#### Contre-la-montre individuel
Le championnat d'Europe de contre-la-montre individuel masculin est organisé depuis 2016.
| Médaille d'or | Médaille d'argent     | Médaille de bronze |
| ------------- | --------------------- | ------------------ |
|               | - 2020 : Rémi Cavagna |                    |

#### Contre-la-montre par équipes de relais mixte
Le championnat du monde de contre-la-montre par équipes de relais mixte est organisé à partir de 2019. Le temps des trois coureurs est additionné au temps des trois coureuses de l'équipe féminine.
| Médaille d'or | Médaille d'argent | Médaille de bronze |
| --- | ----------------- | ------------------ |
| - 2023 : ♂ Bruno Armirail ♂ Rémi Cavagna ♂ Benjamin Thomas ♀ Audrey Cordon-Ragot ♀ Cédrine Kerbaol ♀ Juliette Labous |                   |                    |

### Autres épreuves
- Aquece Rio-International Road Cycling Challenge en 2015 (Course pré-olympique) : Victoire de Alexis Vuillermoz

## Sélectionneurs
- 1947 : Léo Véron
- 1948 : Maurice Archambaud
- 1949 : Georges Cuvelier
- 1950-1951 : Jean Bidot[1]

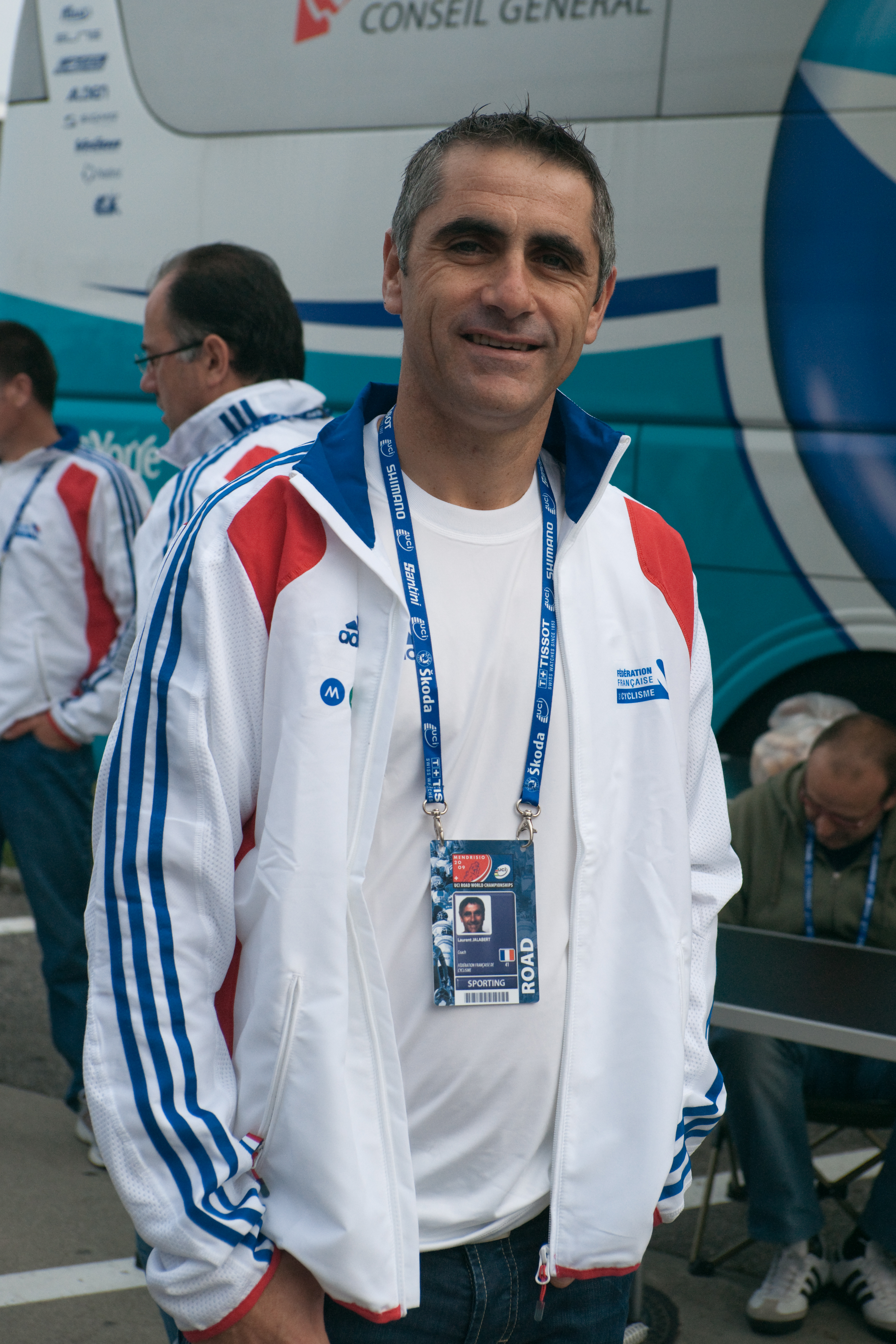
Laurent Jalabert aux championnats du monde 2009 à Mendrisio.

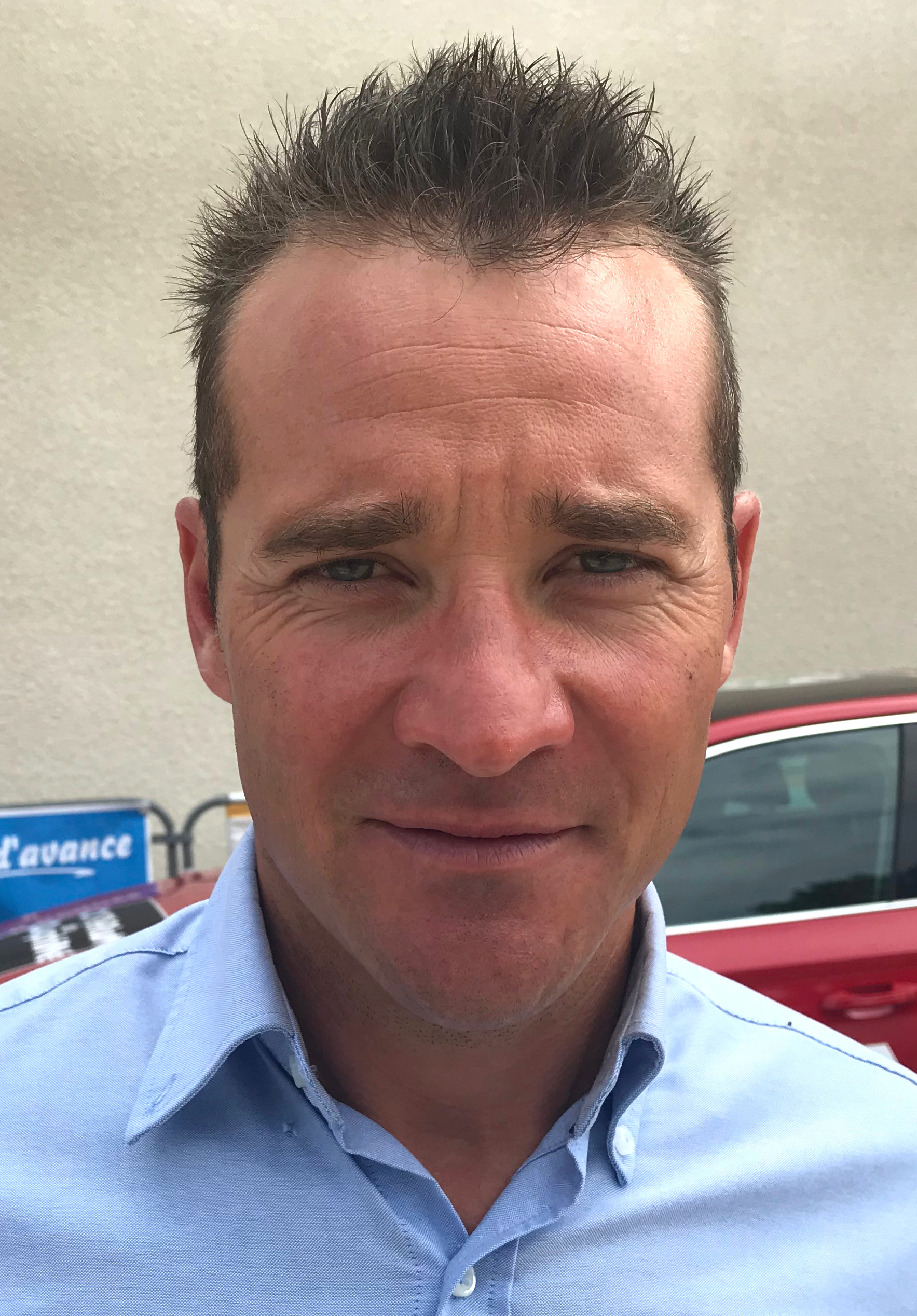
Thomas Voeckler, sélectionné régulièrement de 2004 à 2013, est le sélectionneur de l'équipe depuis 2019.

- 1952-1969 : Marcel Bidot, frère de Jean Bidot.
- 1969-1981 : Richard Marillier
- 1982-1987 : Jacques Anquetil
- 1988-1993 : Bernard Hinault
- 1994-1996 : Bernard Thévenet
- 1997-1999 : Charly Mottet
- 1999-2003 : Charly Bérard
- 2004-2008 : Frédéric Moncassin
- 2009-2013 : Laurent Jalabert
- 2013 – novembre 2016 : Bernard Bourreau
- 23 juin 2017 – 30 juin 2019 : Cyrille Guimard
- Depuis le 30 juin 2019 : Thomas Voeckler

## Liste des sélections

### Jeux olympiques
Les épreuves étaient réservées jusqu'en 1992 aux cyclistes amateurs. L'épreuve de contre-la-montre individuel est apparue en 1996.
| Édition          | Sélectionneur    | Coureurs sélectionnés en course-en-ligne                                     | Coureurs sélectionnés en contre-la-montre par équipes                          |
| ---------------- | ---------------- | ---------------------------------------------------------------------------- | ------------------------------------------------------------------------------ |
| Los Angeles 1984 | Jacques Anquetil | Daniel Amardeilh (Amateurs) Philippe Bouvatier Claude Carlin Denis Pelizzari | Jean-François Bernard Philippe Bouvatier Thierry Marie Denis Pelizzari         |
| Séoul 1988       | Bernard Hinault  | Laurent Bezault Claude Carlin Jean-François Laffillé                         | Laurent Bezault Éric Heulot Pascal Lance Thierry Laurent                       |
| Barcelone 1992   | Bernard Hinault  | Sylvain Bolay Pascal Hervé (Amateurs) Emmanuel Magnien                       | · Jean-Louis Harel · Hervé Boussard · Didier Faivre-Pierret · Philippe Gaumont |

| Édition             | Sélectionneur      | Coureurs sélectionnés en course-en-ligne                                                        | Coureurs sélectionnés en contre-la-montre |
| ------------------- | ------------------ | ----------------------------------------------------------------------------------------------- | ----------------------------------------- |
| Atlanta 1996        | Bernard Thévenet   | Laurent Brochard Laurent Jalabert Frédéric Moncassin Didier Rous Richard Virenque               | Laurent Brochard Laurent Jalabert         |
| Sydney 2000         | Charly Bérard      | Laurent Brochard Christophe Capelle (Route) Laurent Jalabert Christophe Moreau Richard Virenque | Laurent Jalabert Christophe Moreau        |
| Athènes 2004        | Frédéric Moncassin | Laurent Brochard Sylvain Chavanel Christophe Moreau Richard Virenque Thomas Voeckler (Route)    | Christophe Moreau                         |
| Pékin 2008          | Frédéric Moncassin | Cyril Dessel Pierrick Fédrigo Rémi Pauriol Jérôme Pineau Pierre Rolland                         | –                                         |
| Londres 2012        | Laurent Jalabert   | Sylvain Chavanel Arnaud Démare Tony Gallopin Mickaël Bourgain                                   | Sylvain Chavanel (Clm)                    |
| Rio De Janeiro 2016 | Bernard Bourreau   | Julian Alaphilippe Romain Bardet Warren Barguil Alexis Vuillermoz                               | Julian Alaphilippe Alexis Vuillermoz      |
| Tokyo 2020          | Thomas Voeckler    | Rémi Cavagna (Route) Benoît Cosnefroy Kenny Elissonde David Gaudu Guillaume Martin              | Rémi Cavagna                              |
| Paris 2024          | Thomas Voeckler    | Julian Alaphilippe · Christophe Laporte · Valentin Madouas · Kévin Vauquelin                    | Kévin Vauquelin                           |

### Championnats du monde
| Édition | Sélectionneur      | Coureurs sélectionnés en course-en-ligne | Coureurs sélectionnés en contre-la-montre |
| ------- | ------------------ | --- | ----------------------------------------- |
| 2002    | Charly Bérard      | Laurent Brochard Jimmy Casper Jacky Durand Pierrick Fédrigo Andy Flickinger Laurent Jalabert Nicolas Jalabert Christophe Moreau Franck Renier Cédric Vasseur Richard Virenque Nicolas Vogondy (Route) | Jacky Durand Christophe Moreau            |
| 2003    | Charly Bérard      | Frédéric Bessy Laurent Brochard Sylvain Chavanel Samuel Dumoulin Andy Flickinger Nicolas Fritsch Patrice Halgand Maryan Hary David Moncoutié Franck Renier Christophe Rinero Cédric Vasseur           | Sylvain Chavanel Eddy Seigneur (Clm)      |
| 2004    | Frédéric Moncassin | Laurent Brochard Sylvain Calzati Sandy Casar Cyril Dessel Christophe Le Mével Eric Leblacher David Moncoutié Jérôme Pineau Franck Renier Christophe Rinero Yannick Talabardon Nicolas Vogondy         | Frédéric Finot Eddy Seigneur (Clm)        |
| 2005    | Frédéric Moncassin | Laurent Brochard · Jimmy Casper · Sylvain Chavanel · Carlos Da Cruz · Anthony Geslin · Christophe Kern · Christophe Le Mével · Jean-Patrick Nazon · Cédric Vasseur                                    | Sylvain Chavanel (Clm) Christophe Moreau  |
| 2006    | Frédéric Moncassin | Sylvain Calzati Sylvain Chavanel Cyril Dessel Samuel Dumoulin Anthony Geslin Sébastien Hinault Sébastien Joly Christophe Le Mével Thomas Voeckler                                                     | Christophe Kern Benoît Vaugrenard         |
| 2007    | Frédéric Moncassin | Stéphane Augé Sandy Casar Sylvain Chavanel Pierrick Fédrigo Romain Feillu Amaël Moinard Ludovic Turpin Benoît Vaugrenard Thomas Voeckler                                                              | Dimitri Champion Benoît Vaugrenard (Clm)  |
| 2008    | Frédéric Moncassin | Stéphane Augé Sandy Casar Sylvain Chavanel John Gadret Christophe Le Mével Geoffroy Lequatre Amaël Moinard Jérôme Pineau Nicolas Vogondy (Route)                                                      | Sylvain Chavanel (Clm) Jérôme Coppel      |
| 2009    | Laurent Jalabert   | Dimitri Champion (Route) Sylvain Chavanel Pierrick Fédrigo Christophe Le Mével Christophe Riblon Thomas Voeckler                                                                                      | Jean-Christophe Péraud (Clm)              |
| 2010    | Laurent Jalabert   | William Bonnet Sylvain Chavanel Romain Feillu Cyril Gautier Anthony Geslin Sébastien Hinault Yoann Offredo                                                                                            | Sylvain Chavanel Nicolas Vogondy (Clm)    |
| 2011    | Laurent Jalabert   | Sylvain Chavanel (Route) Samuel Dumoulin Romain Feillu Tony Gallopin Blel Kadri Yoann Offredo Anthony Ravard Anthony Roux Thomas Voeckler                                                             | László Bodrogi Dimitri Champion           |
| 2012    | Laurent Jalabert   | Maxime Bouet Sylvain Chavanel Jérôme Coppel Mickaël Delage Tony Gallopin Vincent Jérôme Jérémy Roy Arthur Vichot Thomas Voeckler                                                                      | Sylvain Chavanel (Clm) Jérémy Roy         |
| 2013    | Bernard Bourreau   | Romain Bardet Warren Barguil Cyril Gautier Amaël Moinard Thibaut Pinot Christophe Riblon Anthony Roux Arthur Vichot (Route) Thomas Voeckler                                                           | Sylvain Chavanel (Clm) Jérémy Roy         |
| 2014    | Bernard Bourreau   | Romain Bardet Warren Barguil Nacer Bouhanni Sylvain Chavanel Tony Gallopin Cyril Gautier Jean-Christophe Péraud Kévin Réza Geoffrey Soupe                                                             | Sylvain Chavanel (Clm) Jérôme Coppel      |
| 2015    | Bernard Bourreau   | Julian Alaphilippe Nacer Bouhanni Mickaël Delage Arnaud Démare Tony Gallopin Sébastien Minard Julien Simon Florian Vachon                                                                             | Jérôme Coppel (Clm) · Romain Sicard       |
| 2016    | Bernard Bourreau   | William Bonnet Nacer Bouhanni Arnaud Démare Christophe Laporte Cyril Lemoine Yoann Offredo Adrien Petit Marc Sarreau Geoffrey Soupe                                                                   | Johan Le Bon Jérémy Roy                   |
| 2017    | Cyrille Guimard    | Julian Alaphilippe Warren Barguil Cyril Gautier Tony Gallopin Alexis Gougeard Olivier Le Gac Anthony Roux Julien Simon                                                                                | Alexis Gougeard                           |
| 2018    | Cyrille Guimard    | Julian Alaphilippe · Romain Bardet · Warren Barguil · Tony Gallopin · Alexandre Geniez · Rudy Molard · Thibaut Pinot · Anthony Roux (Route)                                                           | Alexis Gougeard Yoann Paillot             |

| Édition | Sélectionneur   | Coureurs sélectionnés en course-en-ligne | Coureurs sélectionnés en contre-la-montre | Coureurs sélectionnés pour le relais mixte              |
| ------- | --------------- | --- | ----------------------------------------- | ------------------------------------------------------- |
| 2019    | Thomas Voeckler | Julian Alaphilippe Julien Bernard Rémi Cavagna Tony Gallopin Christophe Laporte Anthony Roux Florian Sénéchal                                                              | Pierre Latour Benjamin Thomas (Clm)       | Bruno Armirail Jérôme Cousin Romain Seigle              |
| 2020    | Thomas Voeckler | Julian Alaphilippe · Julien Bernard · Kenny Elissonde · Valentin Madouas · Guillaume Martin · Rudy Molard · Quentin Pacher · Nans Peters                                   | Benjamin Thomas Rémi Cavagna (Clm)        | épreuve annulée                                         |
| 2021    | Thomas Voeckler | Julian Alaphilippe · Rémi Cavagna (Route) · Benoît Cosnefroy · Arnaud Démare · Christophe Laporte · Valentin Madouas · Clément Russo · Florian Sénéchal · Anthony Turgis   | Benjamin Thomas (Clm) Rémi Cavagna        | Benjamin Thomas Thomas Denis Valentin Tabellion         |
| 2022    | Thomas Voeckler | Julian Alaphilippe · Bruno Armirail · Romain Bardet · Benoît Cosnefroy · Christophe Laporte · Valentin Madouas · Quentin Pacher · Florian Sénéchal (Route) · Pavel Sivakov | Bruno Armirail (Clm) Rémi Cavagna         | Bruno Armirail Rémi Cavagna Eddy Le Huitouze            |
| 2023    | Thomas Voeckler | Julian Alaphilippe Rémi Cavagna Bryan Coquard Olivier Le Gac Christophe Laporte Valentin Madouas (Route) Florian Sénéchal Anthony Turgis                                   | Bruno Armirail Rémi Cavagna (Clm)         | · Bruno Armirail · Rémi Cavagna (Clm) · Bryan Coquard   |
| 2024    | Thomas Voeckler | Julian Alaphilippe Romain Bardet Julien Bernard David Gaudu Romain Grégoire Valentin Madouas Rudy Molard Pavel Sivakov                                                     | Bruno Armirail (Clm) Thibault Guernalec   | Bruno Armirail (Clm) Thibault Guernalec Benjamin Thomas |

### Jeux européens
| Édition | Sélectionneur    | Coureurs sélectionnés en course-en-ligne                                                    | Coureurs sélectionnés en contre-la-montre   |
| ------- | ---------------- | ------------------------------------------------------------------------------------------- | ------------------------------------------- |
| 2015    | Bernard Bourreau | Julian Alaphilippe Thomas Boudat Maxime Bouet Alexis Gougeard Kévin Ledanois Anthony Turgis | Maxime Bouet Alexis Gougeard Anthony Turgis |

### Championnats d'Europe
| Édition | Sélectionneur    | Coureurs sélectionnés en course-en-ligne | Coureurs sélectionnés en contre-la-montre |
| ------- | ---------------- | --- | ----------------------------------------- |
| 2016    | Bernard Bourreau | Julian Alaphilippe · Maxime Bouet · Lilian Calmejane · Anthony Delaplace · Samuel Dumoulin · Nicolas Edet · Tony Gallopin · Cyril Gautier · Alexandre Geniez | Sylvain Chavanel Anthony Roux             |
| 2017    | Cyrille Guimard  | Bryan Coquard Flavien Dassonville Mickael Delage Hugo Hofstetter Johan Le Bon Kévin Ledanois Anthony Roux Benjamin Thomas Clément Venturini                  | Johan Le Bon Anthony Roux                 |
| 2018    | Cyrille Guimard  | Bryan Coquard Samuel Dumoulin Hugo Hofstetter Christophe Laporte Anthony Turgis Pierre-Luc Périchon Damien Touzé Angélo Tulik                                | Alexis Gougeard Yoann Paillot             |

| Édition | Sélectionneur   | Coureurs sélectionnés en course-en-ligne | Coureurs sélectionnés en contre-la-montre | Coureurs sélectionnés pour le relais mixte              |
| ------- | --------------- | --- | ----------------------------------------- | ------------------------------------------------------- |
| 2019    | Thomas Voeckler | Bryan Coquard Mickaël Delage Arnaud Démare Julien Duval Olivier Le Gac Damien Gaudin Adrien Petit Florian Sénéchal                                     | Corentin Ermenault Yoann Paillot          | Corentin Ermenault Damien Gaudin Dorian Godon           |
| 2020    | Thomas Voeckler | Thomas Boudat · Lilian Calmejane · Benoît Cosnefroy · Arnaud Démare (Route) · Kévin Ledanois · Olivier Le Gac · Cyril Gautier · Anthony Roux           | Rémi Cavagna (Clm) · Anthony Roux         | Julien Duval Donavan Grondin Kévin Vauquelin            |
| 2021    | Thomas Voeckler | Romain Bardet · Warren Barguil · Franck Bonnamour · Benoît Cosnefroy · Valentin Madouas · Aurélien Paret-Peintre · Pierre-Luc Périchon · Thibaut Pinot | Bruno Armirail Rémi Cavagna               | Bruno Armirail Alexis Gougeard Benjamin Thomas (Clm)    |
| 2022    | Thomas Voeckler | Rudy Barbier · Thomas Boudat · Bryan Coquard · Arnaud Démare · Dorian Godon · Hugo Hofstetter · Jérémy Lecroq · Clément Russo                          | Anthony Roux Kévin Vauquelin              | -                                                       |
| 2023    | Thomas Voeckler | Arnaud Démare · Sandy Dujardin · Christophe Laporte · Matis Louvel · Clément Russo · Florian Sénéchal · Axel Zingle                                    | Bruno Armirail Rémi Cavagna (Clm)         | · Bruno Armirail · Rémi Cavagna (Clm) · Benjamin Thomas |
| 2024    | Thomas Voeckler | Rémi Cavagna Arnaud Démare Sandy Dujardin Christophe Laporte Mathis Le Berre Eddy Le Huitouze Hugo Page Adrien Petit                                   | -                                         | -                                                       |

### Autres épreuves
| Nom                                                                    | Date            | Sélectionneur    | Coureurs sélectionnés                                                              |
| ---------------------------------------------------------------------- | --------------- | ---------------- | ---------------------------------------------------------------------------------- |
| London-Surrey Cycle Classic 2011 (Course pré-olympique)                | 14 août 2011    | Laurent Jalabert | Samuel Dumoulin · Tony Gallopin · Jonathan Hivert · Blel Kadri · Yoann Offredo     |
| Aquece Rio-International Road Cycling Challenge (Course pré-olympique) | 15 août 2015    | Bernard Bourreau | Romain Bardet · Warren Barguil · Tony Gallopin · Thibaut Pinot · Alexis Vuillermoz |
| Tokyo 2020 Test Event (Course pré-olympique)                           | 21 juillet 2019 | Thomas Voeckler  | Clément Chevrier · Romain Combaud · Fabien Doubey · Nans Peters                    |